# Вязовенка (река)
Вязовенка (Вязовка) — река в России, протекает по Ульяновскому району Калужской области. Левый приток реки Жиздра.

## География
Река Вязовенка берёт начало у села Холмищи. Течёт на север. Устье реки находится в 129 км от устья Жиздры, неподалёку от села Чернышено. Длина реки составляет 14 км.

## Данные водного реестра
По данным государственного водного реестра России относится к Окскому бассейновому округу, водохозяйственный участок реки — Ока от города Белёв до города Калуга, без рек Упа и Угра, речной подбассейн реки — бассейны притоков Оки до впадения Мокши. Речной бассейн реки — Ока.
Код объекта в государственном водном реестре — 09010100512110000019937.